# Lithocolletinae
Sous-famille
Les Lithocolletinae sont une sous-famille d'insectes de l'ordre des Lépidoptères (papillons) de la famille des Gracillariidae.

## Liste des genres
Selon :
- genre Cameraria Chapman, 1902
- genre Chrysaster Kumata, 1961
- genre Cremastobombycia Braum, 1908
- genre Hyloconis Kumata, 1963
- genre Leucanthiza Clemens, 1859
- genre Macrosaccus Davis & De Prins, 2011
- genre Neolithocolletis Kumata, 1963
- genre Phyllonorycter Hübner, 1822
- genre Porphyrosela Braun, 1908
- genre Protolithocolletis Braun, 1929
- genre Triberta De Prins et al., 2013

## Genres rencontrés en Europe
Selon Fauna Europaea (7 octobre 2021) :
- genre Cameraria
- genre Phyllonorycter